# 宽耳犬吻蝠
宽耳犬吻蝠（学名：Tadarida teniotis）为犬吻蝠科犬吻蝠属的动物。分布于欧亚大陆各地，包括台湾岛以及中国大陆的安徽、云南、河北、四川、海南、福建等地。该物种的模式产地在意大利西西里岛。

## 亚种
- 宽耳犬吻蝠云南亚种（学名：Tadarida teniotis coecata），Thomas于1922年命名。分布于台湾岛以及中国大陆的云南（西北部）等地。该物种的模式产地在云南澜沧江河畔°20'N,Yunnan)。[3]
- 宽耳犬吻蝠福建亚种（学名：Tadarida teniotis insignis），Blyth于1861年命名。在中国大陆，分布于河北、福建等地。该物种的模式产地在福建。[4]